# My Choice/The Evil That Men Do
My Choice/The Evil That Men Do – singel holenderskiego zespołu After Forever wydany w 2003 roku. Jest to pierwszy singel wydany po odejściu z zespołu współzałożyciela Marka Jansena.

## Lista utworów
1. "My Choice (Single Version)" – 4:00
2. "The Evil That Men Do (Single Version) (Cover Iron Maiden)" – 3:18
3. "My Choice (Acoustic)" – 4:01
4. "My Pledge Of Allegiance #1 – The Sealed Fate" – 6:26
5. "Interview" – 16:44

## Twórcy
- Floor Jansen – wokal
- Sander Gommans – gitara, growl
- Bas Maas – gitara
- Luuk van Gerven – gitara basowa
- Lando van Gils – keyboard
- Andre Borgman – perkusja